# Passagon
Passagon est l'un des dix arrondissements de la commune de Bohicon dans le département du Zou au centre du Bénin.

## Géographie

### Localisation
Passagon est situé au Nord de la commune de Bohicon.
| Za-Kpota | Djidja              | Djidja   |
| Djidja   | Passagon            | Za-Kpota |
|          | Lissèzoun, Avogbana |          |

### Administration
Sur les soixante six villages et quartiers de ville que compte la commune de Bohicon, l'arrondissement de Passagon en groupe 06 villages.

## Histoire
L'arrondissement de Passagon est une subdivision administrative béninoise. 
Dans le cadre de la décentralisation au Bénin, il devient officiellement un arrondissement de la commune de Bohicon, le 27 mai 2013, après la délibération et adoption par l'Assemblée nationale du Bénin. Ceci se déroule lors de la séance du 15 février 2013 de la loi N° 2013-O5 du 15/02/2013 portant création, organisation, attributions et fonctionnement des unités administratives locales en République du Bénin.

## Démographie
Selon le recensement de la population de 2013 conduit par l'Institut national de la statistique et de l'analyse économique (INSAE), Passagon compte 2478 ménages avec 11 211 habitants,.
| Indicateur           | 2013  |
| -------------------- | ----- |
| Nombre de ménages    | 2478  |
| Population masculine | 5233  |
| Population féminine  | 5978  |
| Population totale    | 11211 |